# Castrillo de la Reina
Castrillo de la Reina es un municipio y localidad española de la provincia de Burgos, en la comunidad autónoma de Castilla y León. Se enuentra en la comarca de Sierra de la Demanda, partido judicial de Salas de los Infantes. Concretamente, se encuentra en el sureste de la provincia de Burgos, cerca ya de la muga con la provincia de Soria.

## Demografía
Castrillo de la Reina cuenta con una población de 158 habitantes (INE 2024).
| Gráfica de evolución demográfica de Castrillo de la Reina entre 1842 y 2021                                         |
| |
| Población de derecho según los censos de población del INE Población de hecho según los censos de población del INE |

## Economía
La población se dedicaba a la agricultura y ganadería en su origen. Actualmente la mayoría de ellos han alcanzado la edad de jubilación, por lo que la población activa es escasa y principalmente trabaja en industrias de las localidades cercanas.
Junto con Salas de los Infantes, Hacinas, y el Concejo de Arriba (Monasterio de la Sierra, Terrazas, Castrovido y Arroyo), forman la Hermandad de Villas Junta de Ledanías, terrenos comuneros que son compartidos en propiedad, y que tienen ciertos aprovechamientos exclusivos de los vecinos de cada villa. Desde 2017, Castrillo de la Reina forma parte de la Mancomunidad Alta Sierra de Pinares junto a los municipio de Quintanar de la Sierra, Regumiel de la Sierra, Neila, Vilviestre del Pinar, Canicosa de la Sierra y Palacios de la Sierra.
El libro Telares manuales en España (1983) menciona un ejemplo de un huso de novia formado por un palo y un rodete cilíndrico bastante decorado procedente de Castrillo de la Reina.

## Comunicaciones
Atravesado por la carretera CL-117 comunica directamente con Salas de los Infantes y Palacios de la Sierra (Burgos). Además, tiene un ramal BU-V-8222 que sirve de acceso a la Villa de Moncalvillo de la Sierra. Hasta su cierre en 1984 la población contó con una estación de ferrocarril, perteneciente a la línea Santander-Mediterráneo.

## Administración y política
| Periodo   | Nombre                      | Partido                 |
| --------- | --------------------------- | ----------------------- |
| 1979-1983 | Federico Vilda Medel        | UCD                     |
| 1983-1987 | Sixto Gómez Abad            | AP                      |
| 1987-1991 | Sixto Gómez Abad            | AP                      |
| 1991-1995 | Aurelio Carretero Salas     | Agr. Elect. La Canaleja |
| 1995-1999 | Oscar Vilda Rubio           |                         |
| 1999-2003 | Oscar Vilda Rubio           |                         |
| 2003-2007 | Emiliano de María Izquierdo |                         |
| 2007-2011 | José Luis Santo Domingo     |                         |
| 2011-2015 | Galo Contreras Sanz         |                         |
| 2015-2019 | Galo Contreras Sanz         |                         |
| 2019-2023 | Galo Contreras Sanz         |                         |
| 2023-act. | Galo Contreras Sanz         |                         |

## Cultura

### Patrimonio

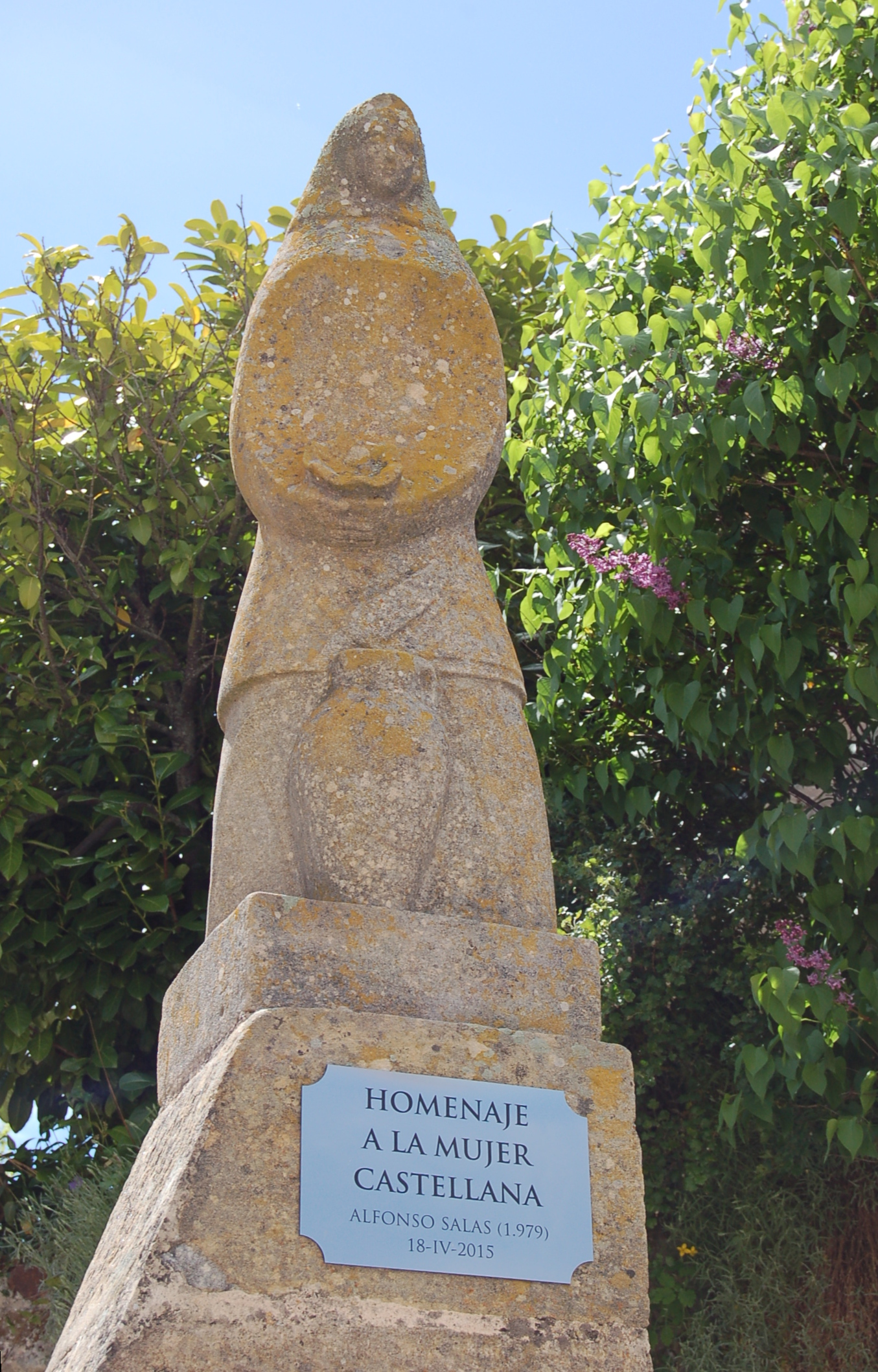
Homenaje a la mujer castellana, obra de Alfonso Salas

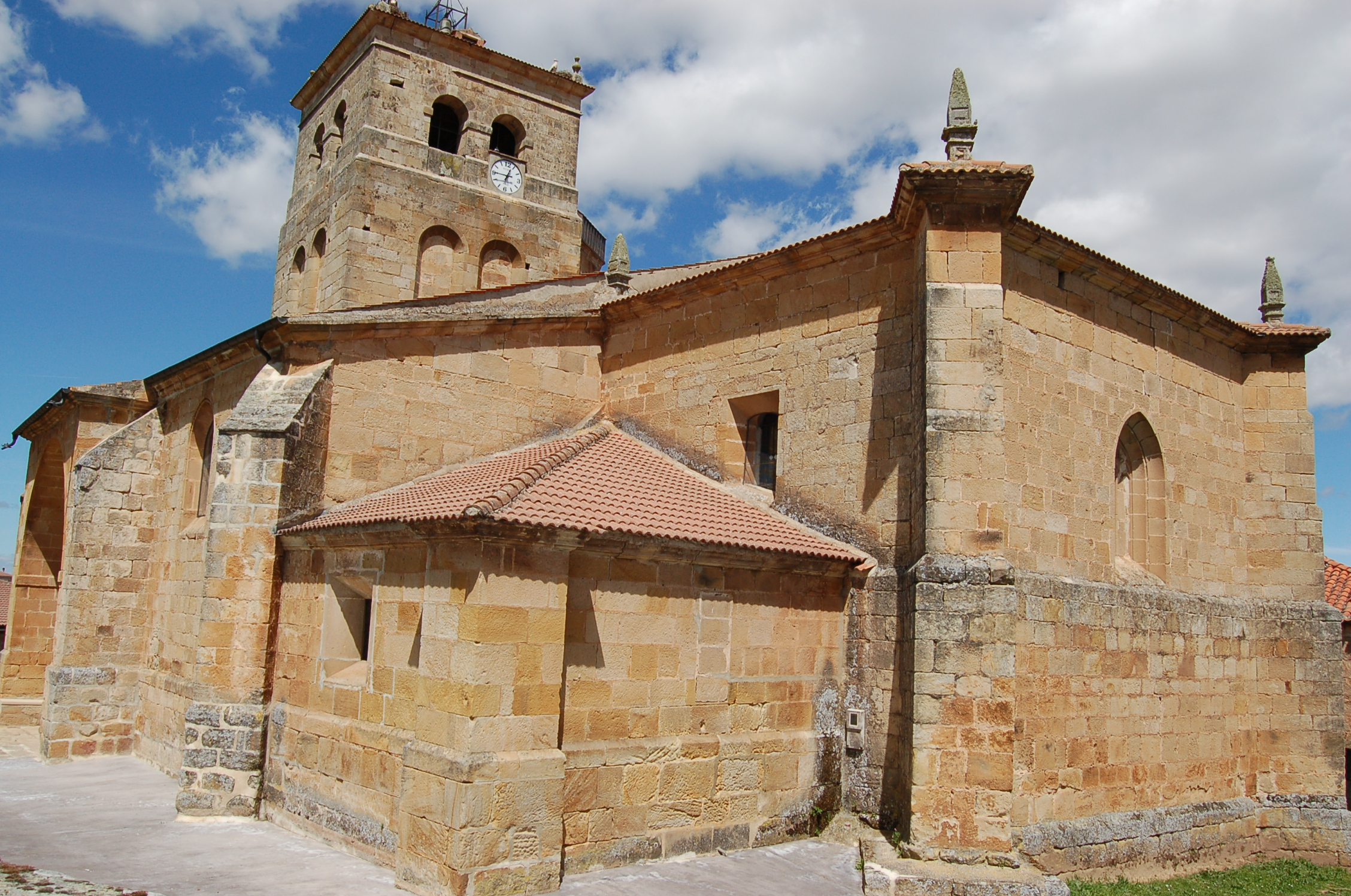
Iglesia

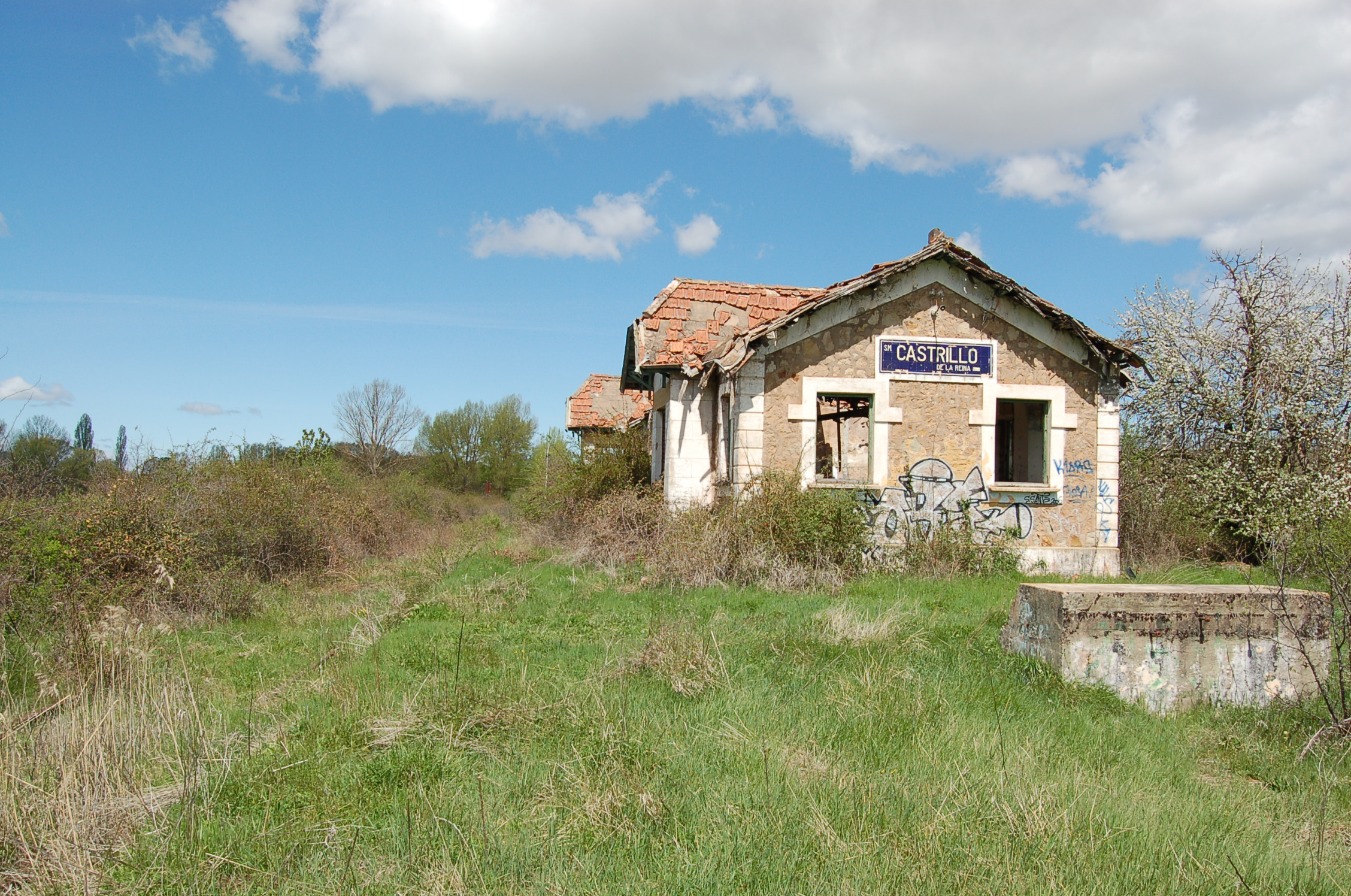
Antigua estación de ferrocarril

La población conserva una ermita semirupestre (de Santiuste) perteneciente al Alto Medievo, junto a una necrópolis y lo que pudo ser una construcción de la época. También posee otra necrópolis en lo que los lugareños llaman el Alto de la Muela, una pequeña elevación en el límite del pueblo coronada por la ermita de Santa Ana, y que hace a la vez de mirador, desde donde se divisan los montes y sierras que rodean a este pueblo. A la vez es de destacar la iglesia parroquial de San Esteban y el rollo jurisdiccional (realizado nuevo en 1999).
Existen varias necrópolis de la Alta Edad Media en el término municipal: Covacha de las Monjas, Hornillos, Saelices, El Villar y Aguamediano.
En el paraje de Castrillo se han encontrado restos fósiles, diversas huellas de dinosaurios y árboles fosilizados. Desde 2010, el árbol fósil de Matalaguna, en las Entradas Castrillo de la Reina,(jurisdicción de la Hermandad de Villas) está protegido y es visitable. 16 metros de longitud en su emplazamiento natural. Desde la plaza del Rollo se puede seguir la ruta hasta dicho árbol fosilizado.

### Fiestas y eventos
- Desde 1992 y durante el mes de agosto, el pueblo se vuelca anualmente en la representación de la obra teatral Los 7 Infantes de Lara basado en el texto El Bastardo Mudarra de Lope de Vega.

- Romería de la Muela: 40 días después del domingo de Resurrección (sábado de la Ascensión), con la tradicional caldereta en el Alto de la Muela y Bendición de los Campos en la ermita dedicada a santa Ana.

- Fiestas patronales de san Esteban: del 25 al 28 de diciembre, con la procesión de san esteban por las calles del pueblo, bailes típicos y gran animación.